# Guanacaste
Guanacaste – jedna z siedmiu prowincji Kostaryki, położona w północno-zachodniej części kraju, na wybrzeżu pacyficznym. Ośrodkiem administracyjnym jest miasto Liberia (34,5 tys.). 
Prowincja Guanacaste graniczy na wschodzie z prowincją Alajuela, a na południu z prowincją Puntarenas.
Prowincja Guanacaste obejmuje w większości nadbrzeżną nizinę oraz północną część Półwyspu Nicoya. Jedynie w zachodniej części ciągnie się osiągające 2000 m n.p.m. wulkaniczne pasmo Cordillera de Guanacaste, gdzie znajdują się dwa parki narodowe Guanacaste i Rincón de la Vieja. Na obszarach nizinnych wydzielono trzy parki narodowe: Las Baulas, Palo Verde i Barra Honda.

## Kantony
(w nawiasach ich stolice)
1. Abangares (Las Juntas)
2. Bagaces (Bagaces)
3. Cañas Blancas (Cañas)
4. Carrillo (Filadelfia)
5. Hojancha (Hojancha)
6. La Cruz (La Cruz)
7. Liberia (Liberia)
8. Nandayure (Carmona)
9. Nicoya (Nicoya)
10. Santa Cruz (Santa Cruz)
11. Tilarán (Tilarán)